# Музей важкої бомбардувальної авіації
Музей важкої бомбардувальної авіації — філія Національного військово-історичного музею України — унікальний авіаційний музей просто неба Полтави. Створена 1 вересня 2016 року відповідно до наказу Міністра оборони України № 192 від 11.04.2016 року за юридичною адресою м. Полтава, вул. Олександра Засядька 1.

## Історія
Музей створений на основі летовища, започаткованого у 20-ті роки XX століття, і яке пройшло шлях від цивільного аеродрому для забезпечення перших в Україні пасажирських авіаліній до однієї з наймогутніших стратегічних авіабаз світу.
Початком формування музейної експозиції можна вважати 1987 рік, коли поряд із навчальним корпусом 185-го гвардійського важкого бомбардувального авіаційного полку на довічну стоянку встановлений легендарний літак Ту-16, який перебував на озброєнні дальньої авіації СРСР майже 40 років.
Після закінчення холодної війни у Полтаві залишилася єдина на території України важка бомбардувальна авіаційна дивізія, на озброєнні у якої перебували далекосяжні бомбардувальники-ракетоносці Ту-22М3 та навчальні літаки далекосяжної авіації Ту-134УБЛ. Дивізія остаточно розформована в 2006-му році, усі літаки мали бути знищені, але у травні 2007 року, завдяки ентузіазму колишніх військових льотчиків, створено обласне комунальне підприємство «Музей дальньої авіації», експонатами якого стали літаки, що підлягали знищенню.

## Експозиція

### Літаки

#### Стратегічні літаки-ракетоносці
- Ту-160 (за кодами НАТО: Blackjack — «Дубина») носій ядерної зброї. Єдиний у світі музейний експонат.
- Ту-95МС (за кодами НАТО: Bear — «Ведмідь»), носій ядерної зброї. Перебував на озброєнні 1006-го ВБАП.

#### Далекосяжні літаки-ракетоносці
- Ту-22КД (за кодами НАТО: Blinder — «П'яничка»), носій ядерної зброї. Перший радянський надзвуковий бомбардувальник.
- Ту-22М3 «Олександр Молодчий» (за кодами НАТО: Backfire-C —"Зворотній спалах-С"), носій ядерної зброї.
- Ту-16К (за кодами НАТО: Badger — «Борсук»), носій ядерної зброї. Перший радянський реактивний бомбардувальник.

#### Тактичні фронтові бомбардувальники
- Су-24 (за кодами НАТО: Fencer — «Дуелянт»), надзвуковий фронтовий бомбардувальник з крилом змінної стрілоподібності[2].

#### Винищувачі
- МіГ-21
- Су-15УМ (за кодами НАТО: Flagon — «Велика пляшка»), радянський винищувач-перехоплювач

#### Транспортні літаки
- Ан-26 (за кодами НАТО: Curl — «В'юнкий»)
- Ан-2 (за кодами НАТО: Colt — «Лоша»)

#### Навчально-тренувальні (навчально-бойові) літаки
- Ту-134УБЛ (за кодами НАТО: Crusty-B — «Жорсткий-Б»)
- Аеро Л-29 «Дельфін» (Aero L-29 Delfin), (за кодами НАТО: Maya — «Майя»)
- Аеро Л-39 «Альбатрос» (Aero L-39 Albatros)

### Вертольоти
- Мі-2
- Мі-6
- Мі-8

### Авіаційні засоби ураження та рятування
- авіаційні бомби вагою від 100 кг до 9 000 кг (макети)
- авіаційні крилаті ракети Х-11 (КСР-2); Х-26 (КСР-5); Х-22 «Буря»
- експонати аварійно-рятувального спорядження

### Пам'ятні знаки і місця
На території музею розташовані:
- Підземний (запасний) командний пункт важкої бомбардувальної авіаескадрильї часів «холодної війни»
- Пам'ятник військовослужбовцям Червоної армії та ВПС США, які загинули у червні 1944 року під час нальоту нацистської авіації
- Пам'ятний знак на честь 100-річчя від дня народження Ю. В. Кондратюка (О. Г. Шаргея) — видатного вченого ракетно-космічної галузі

### Експонати
| Фото                                                | Експонат                                   | Бортовий номер       |  | Фото | Експонат                                                     | Бортовий номер    |
| --------------------------------------------------- | ------------------------------------------ | -------------------- |  | ---- | ------------------------------------------------------------ | ----------------- |
|                                                     | Ан-2                                       | UR-54922 cn 1G187-15 |  |      | Л-29                                                         | LA-0561 cn 194538 |
| Фото [Архівовано 20 жовтня 2013 у Wayback Machine.] | Л-39                                       | 53 cn 232209         |  | Фото | Мі-2                                                         | 81 cn 546131049   |
|                                                     | Су-15УМ Раніше належав 62 ВАП (Бельбек)    | 56 cn 0415319        |  |      | Ту-16К-26 Раніше належав 260 ВБАП (Стрий)                    | 25 cn 8204014     |
|                                                     | Ту-22КП Раніше належав 341 ВБАП («Озерне») | 63 cn 46-01          |  |      | Ту-22М3 «Олександр Молодчий» Раніше належав 260 ВБАП (Стрий) | 80 cn 3686153     |
|                                                     | Ту-95МС Раніше належав 1006 ВБАП (Узин)    | 01 cn 32191          |  |      | Ту-134УБЛ Раніше належав 185 ВБАП (Полтава)                  | 42 cn 64300       |
|                                                     | Ту-160 Раніше належав 184 ВБАП (Прилуки)   | 26 cn 81804921       |  |      | КСР-2                                                        |                   |
|                                                     | КСР-5                                      |                      |  |      | Х-22                                                         |                   |
|                                                     | ФАБ-9000 М-54                              |                      |  |      |                                                              |                   |

## Цікаві факти
При підготуванні операції «Павутина», унаслідок якої 1 червня 2025 року було уражено 41 літак стратегічної, військово-транспортної та розвідувальної авіації РФ, для навчання штучного інтелекту були використані 3D-моделі радянських літаків, що зберігаються у Полтавському музеї  важкої бомбардувальної авіації — зокрема, Ту-95МС та Ту-22М3,.

## Галерея

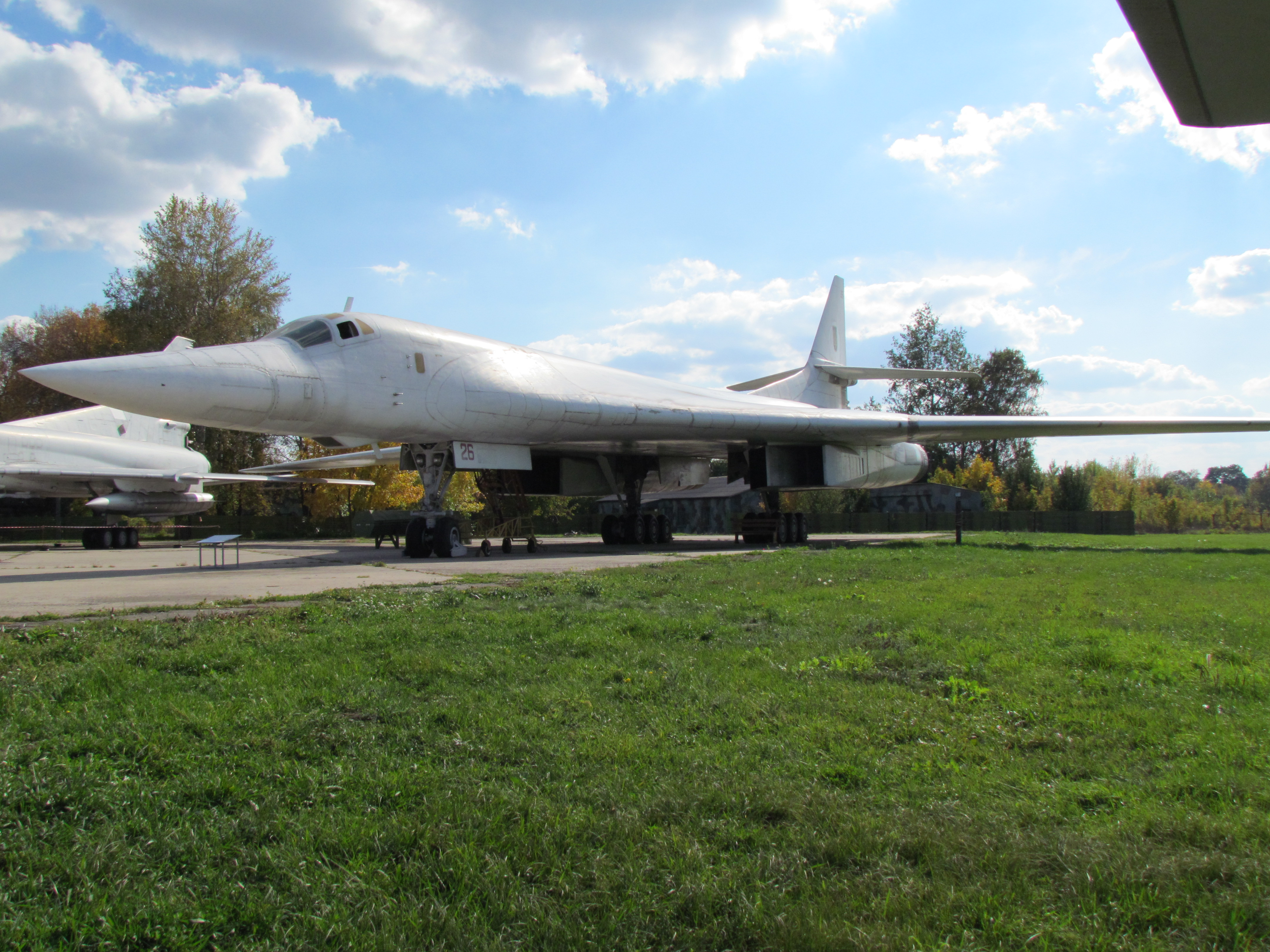
Ту-160
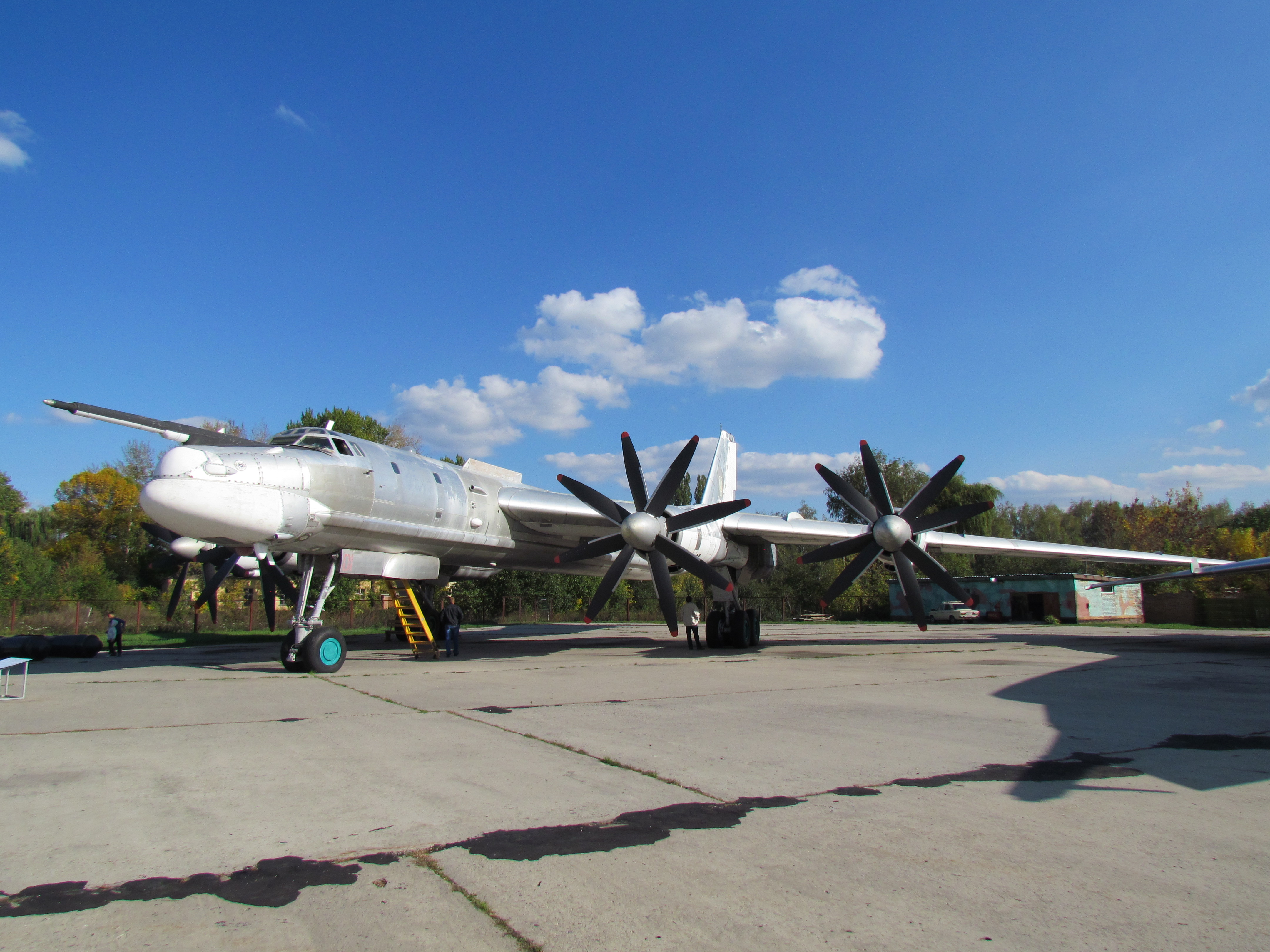
Ту-95МС
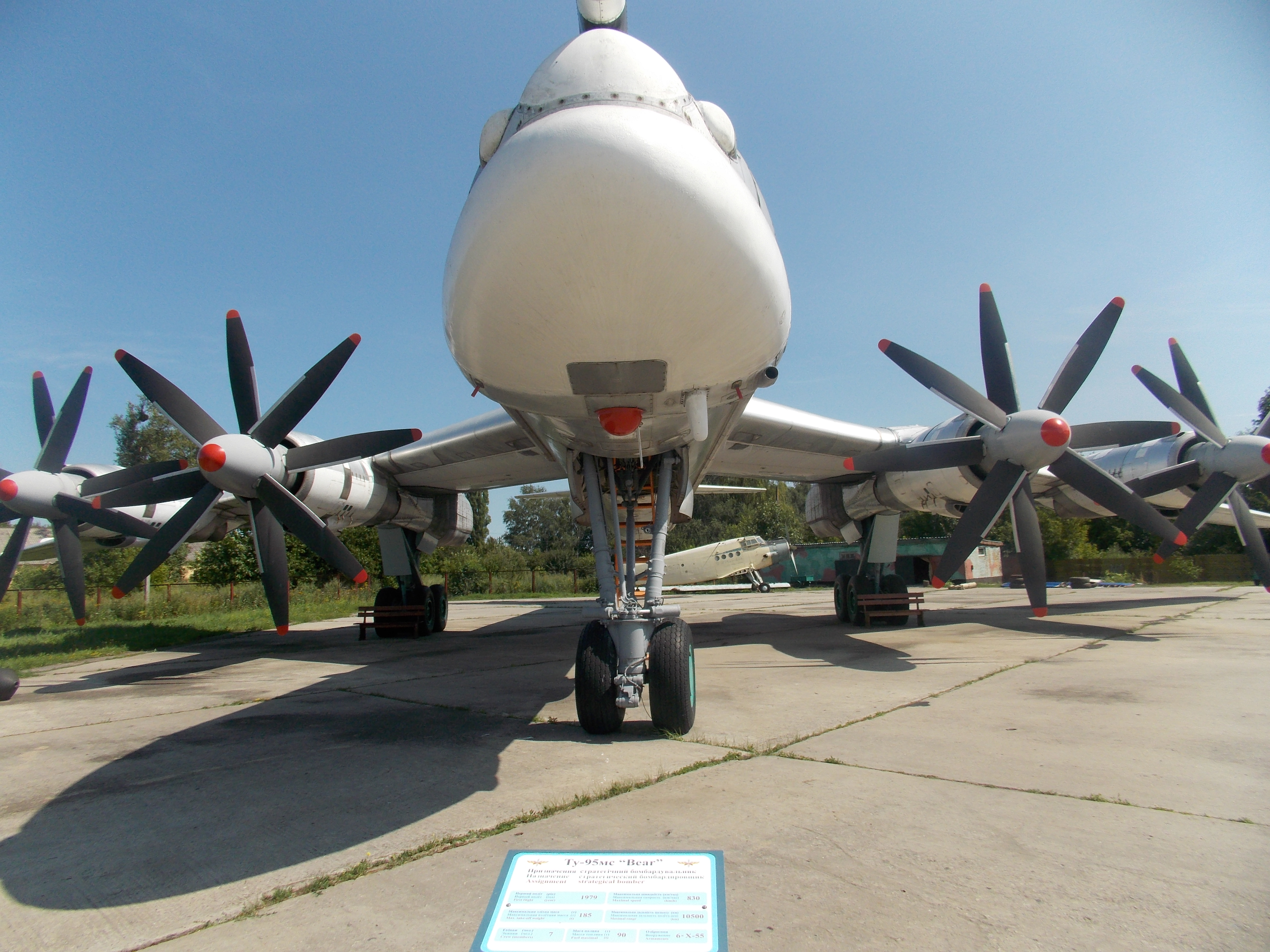
Ту-95МС (фронт)
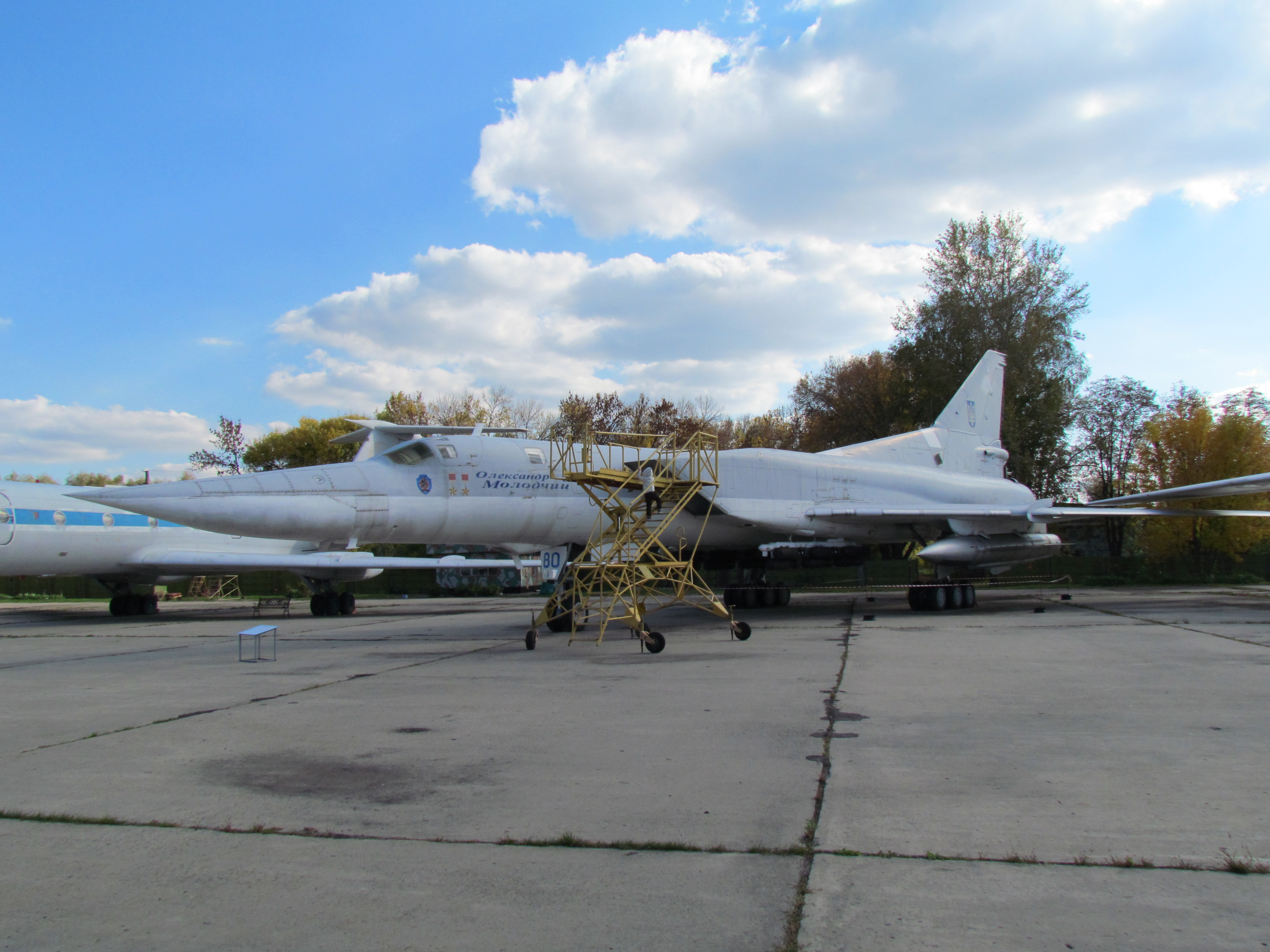
Ту-22М3
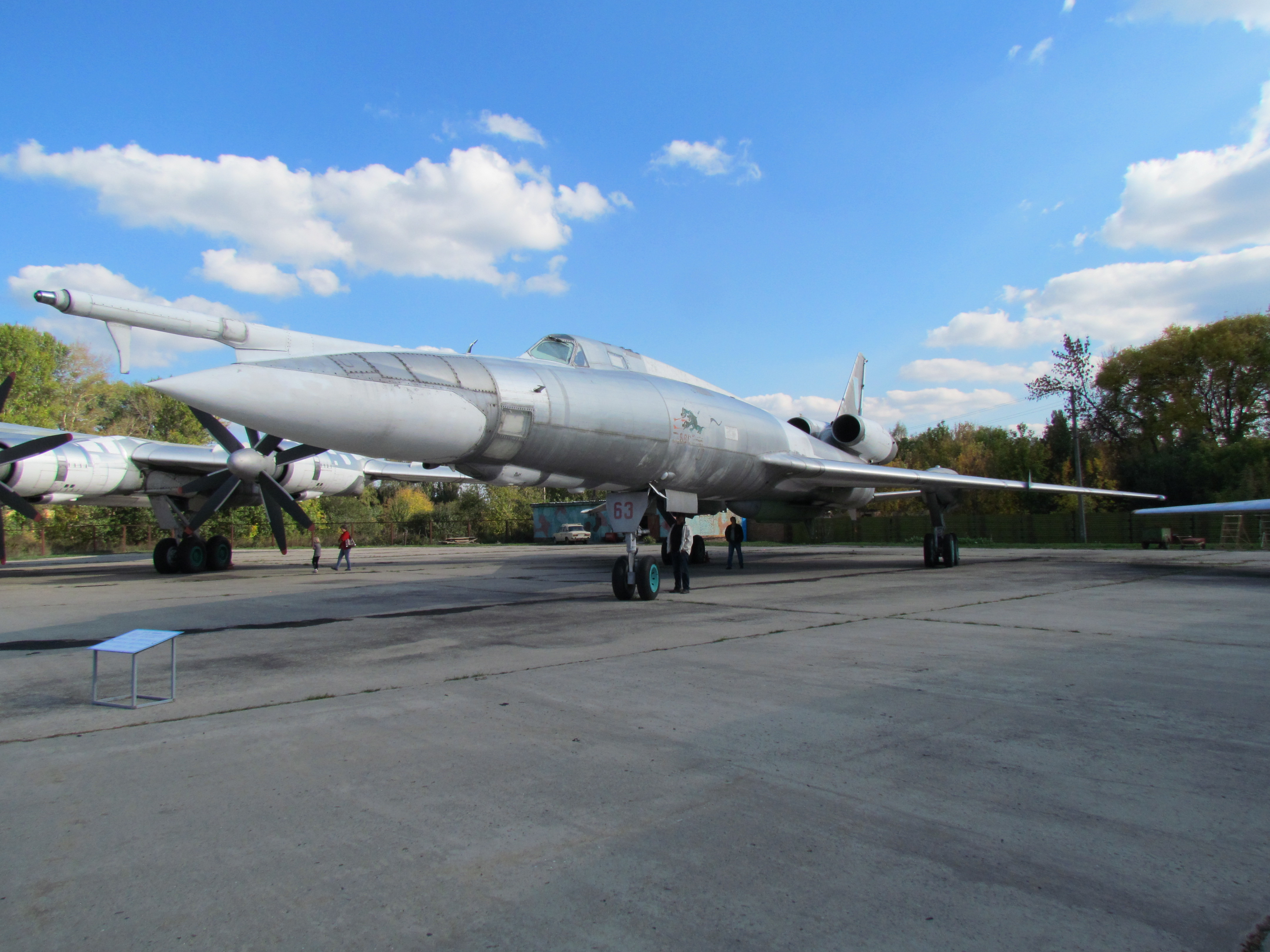
Ту-22КД
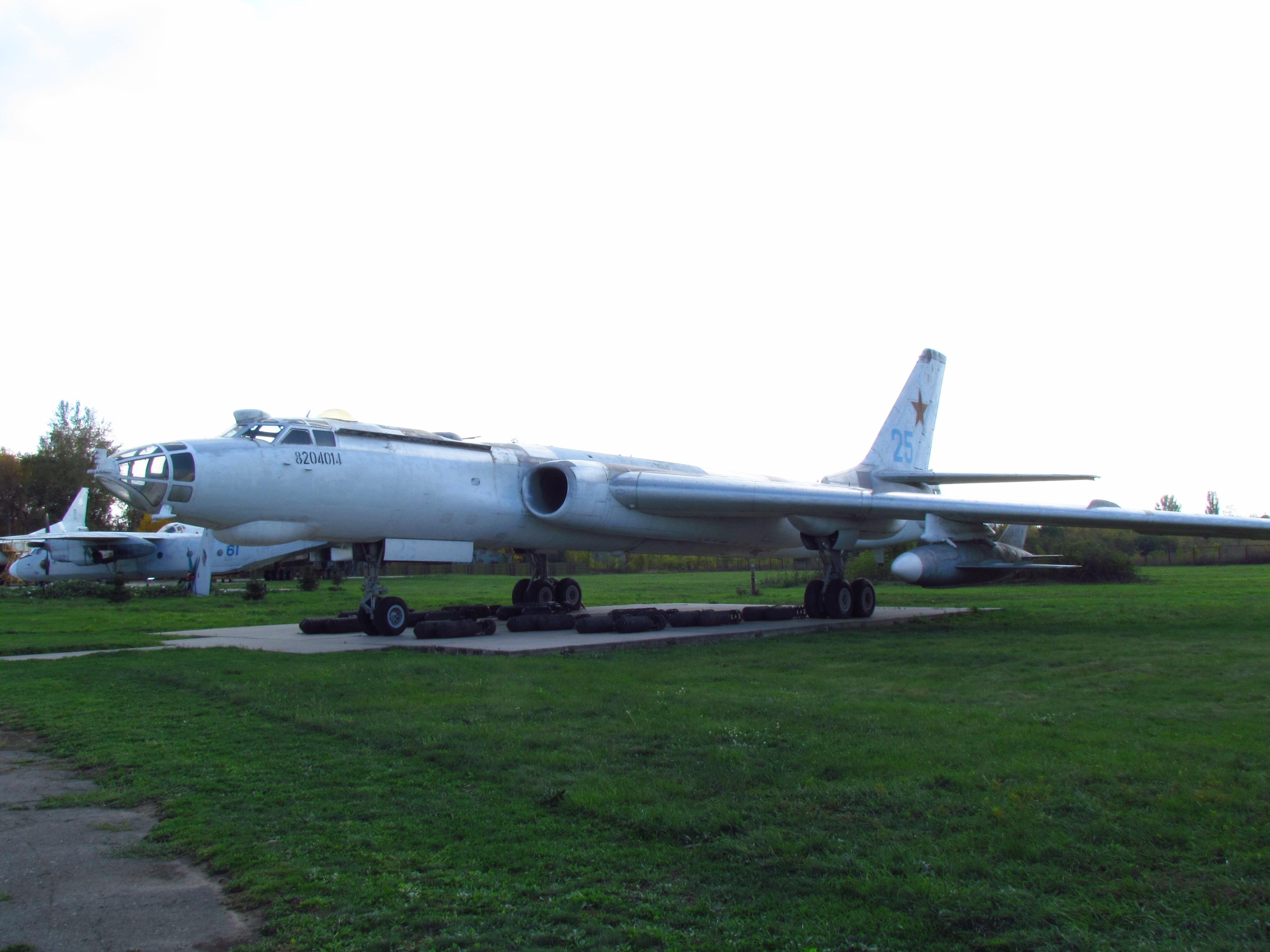
Ту-16К
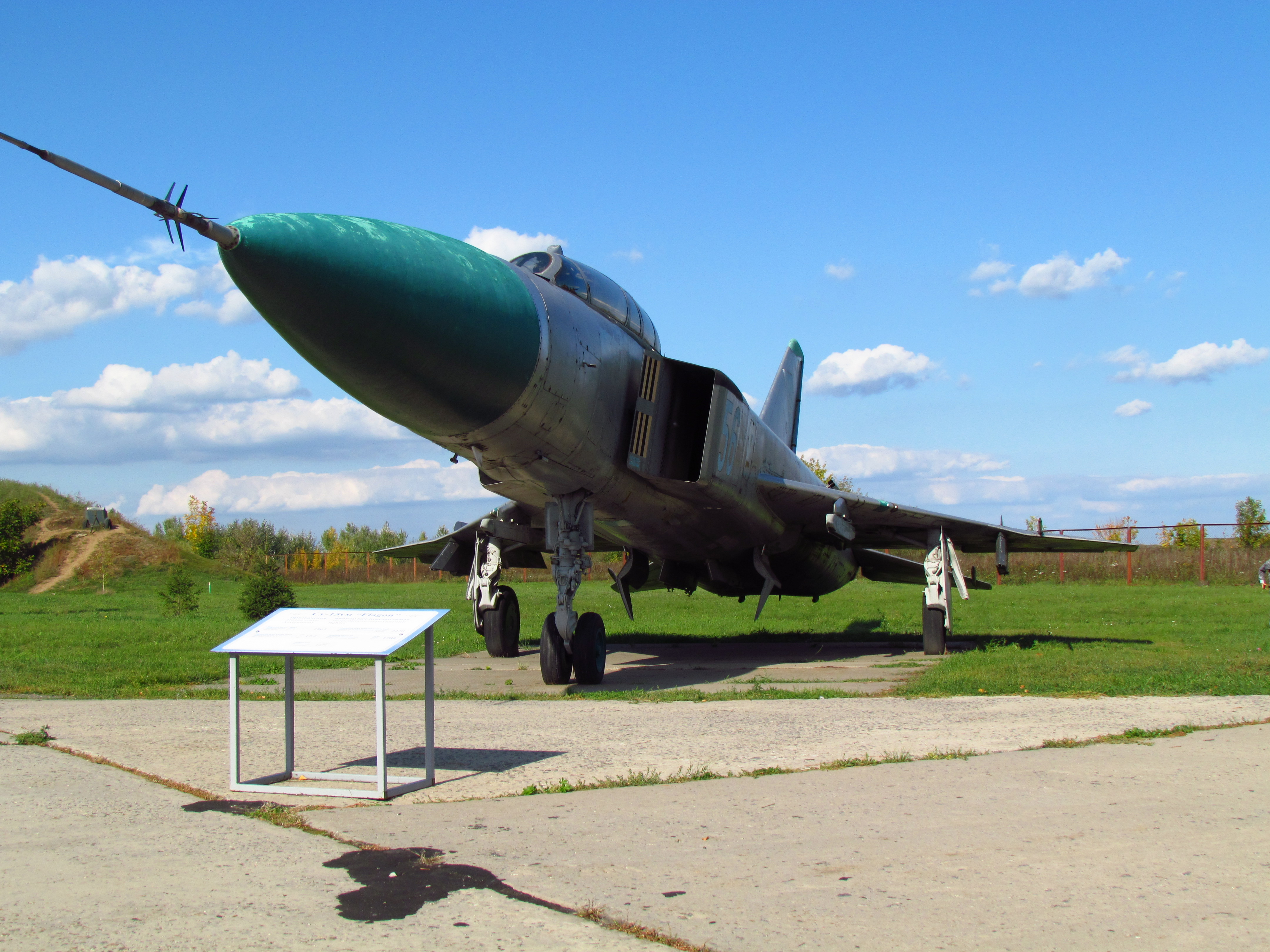
Су-15УМ
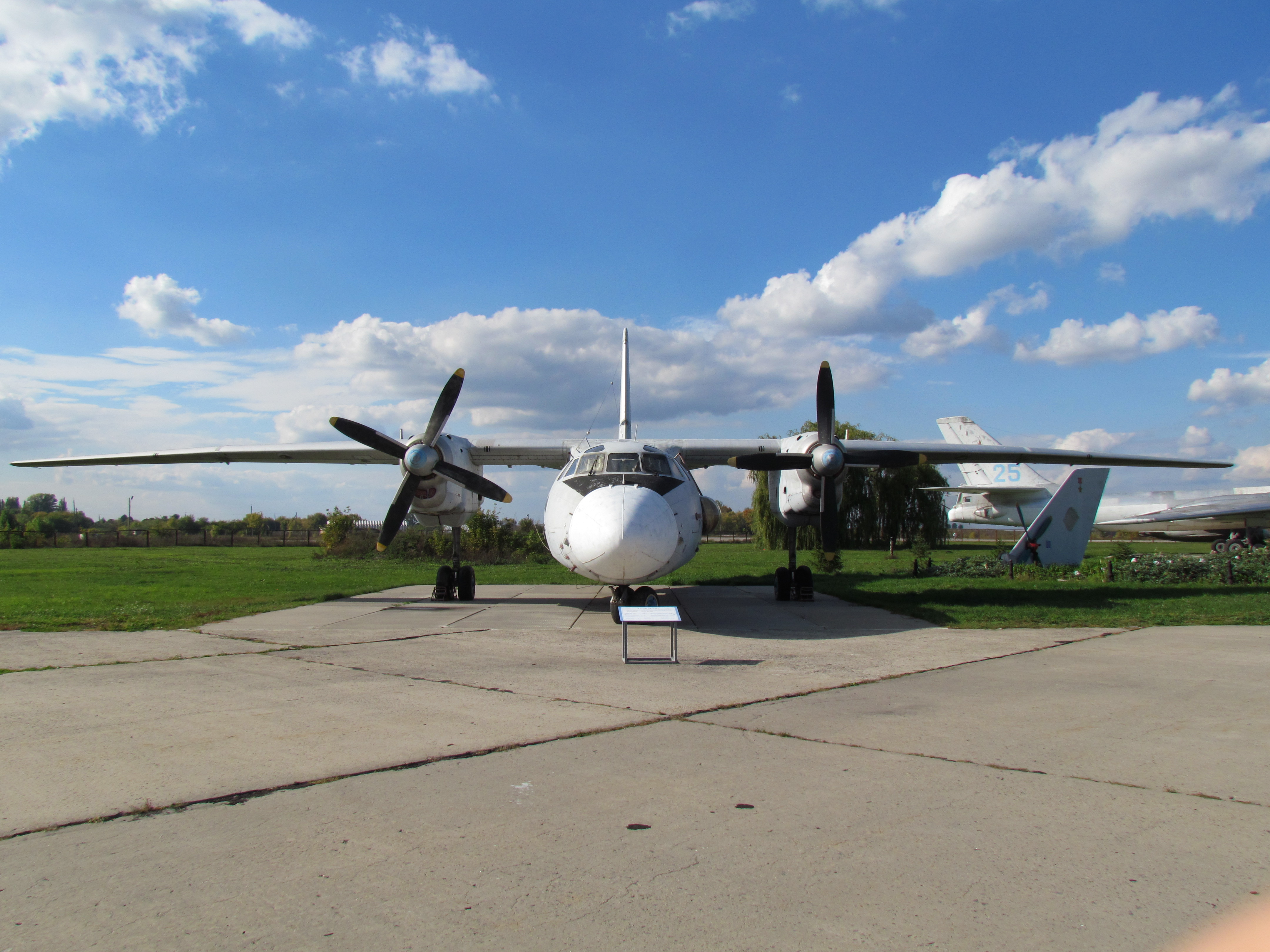
Ан-26
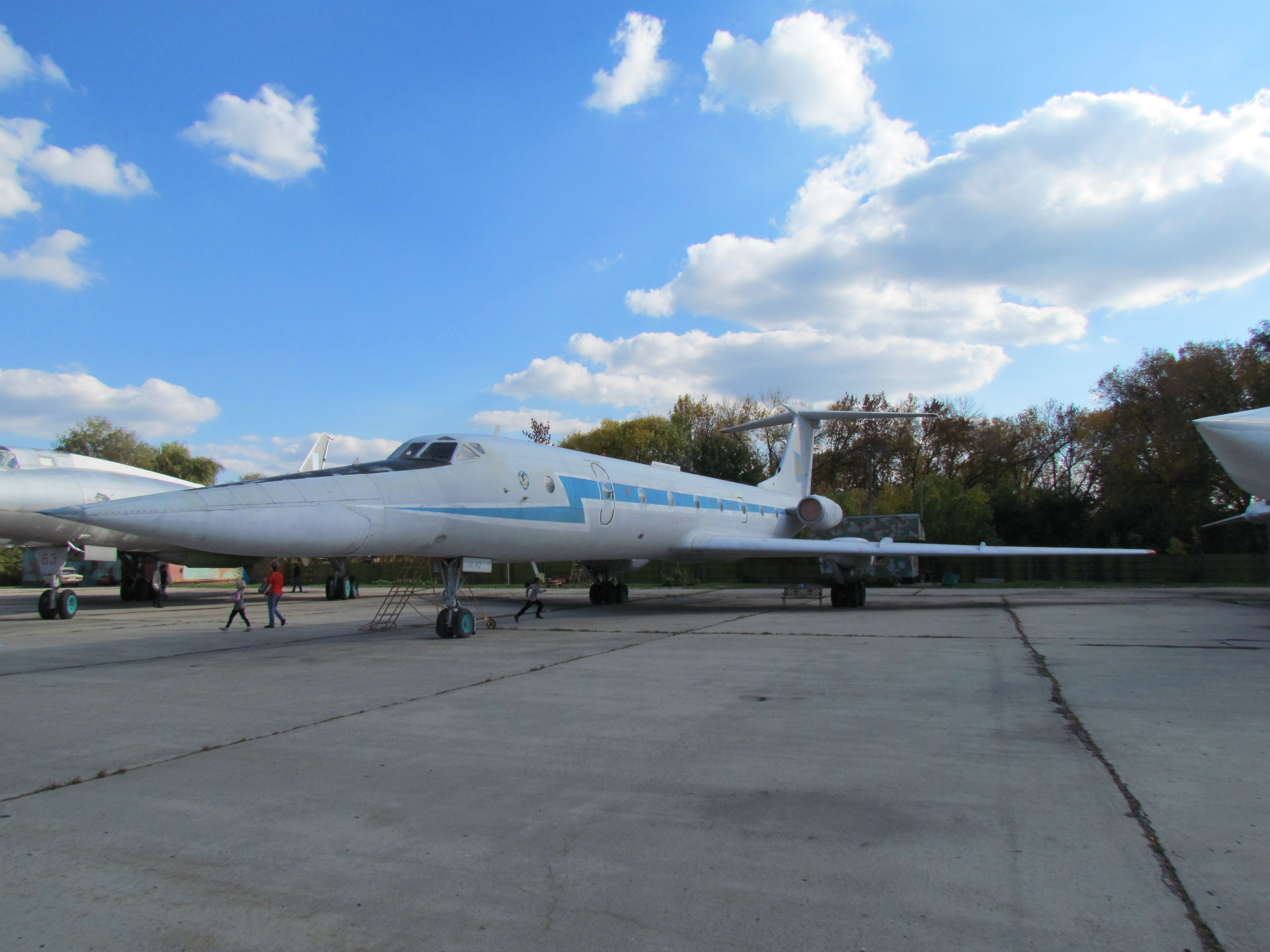
Ту-134УБЛ
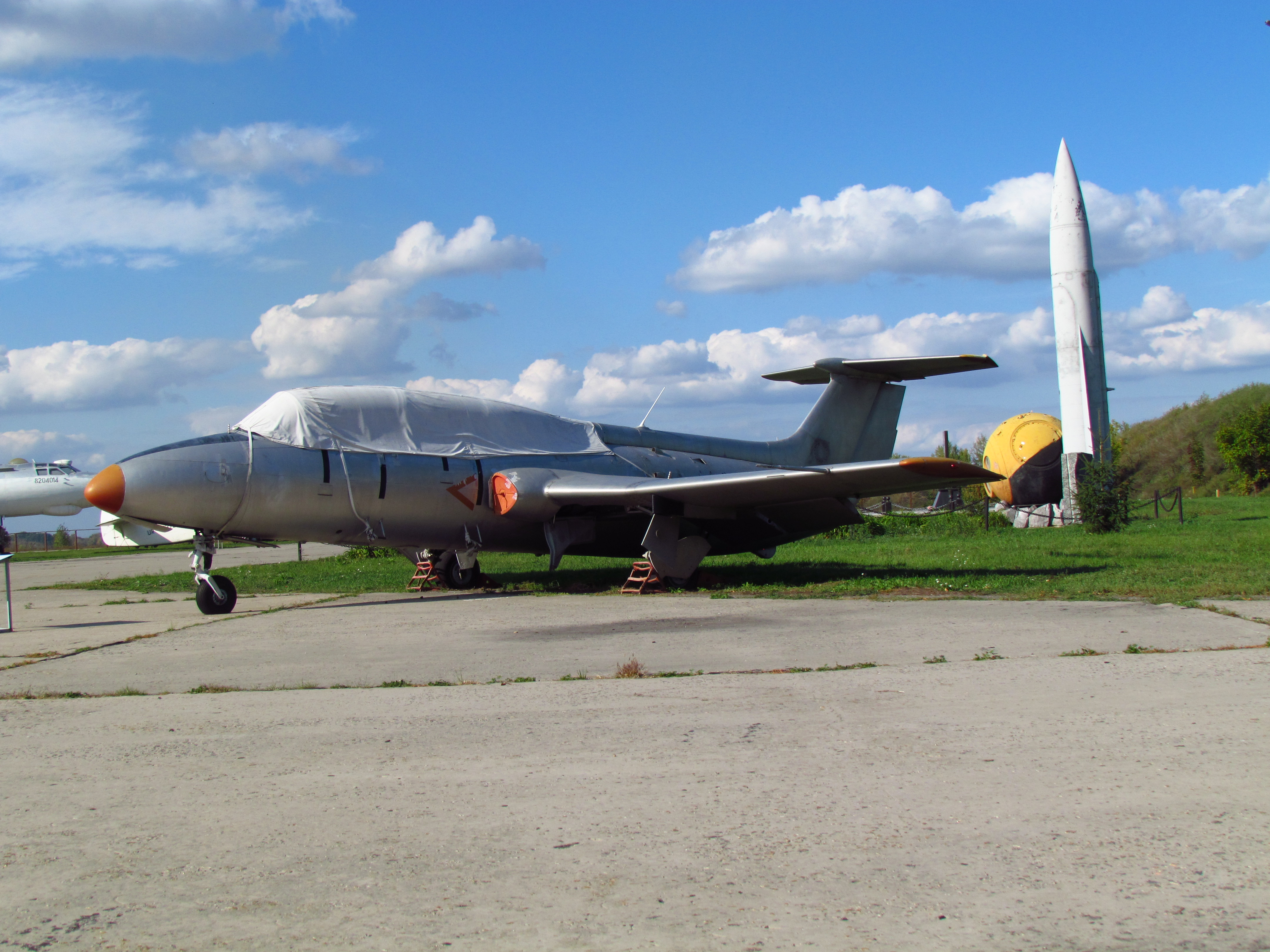
Л-29
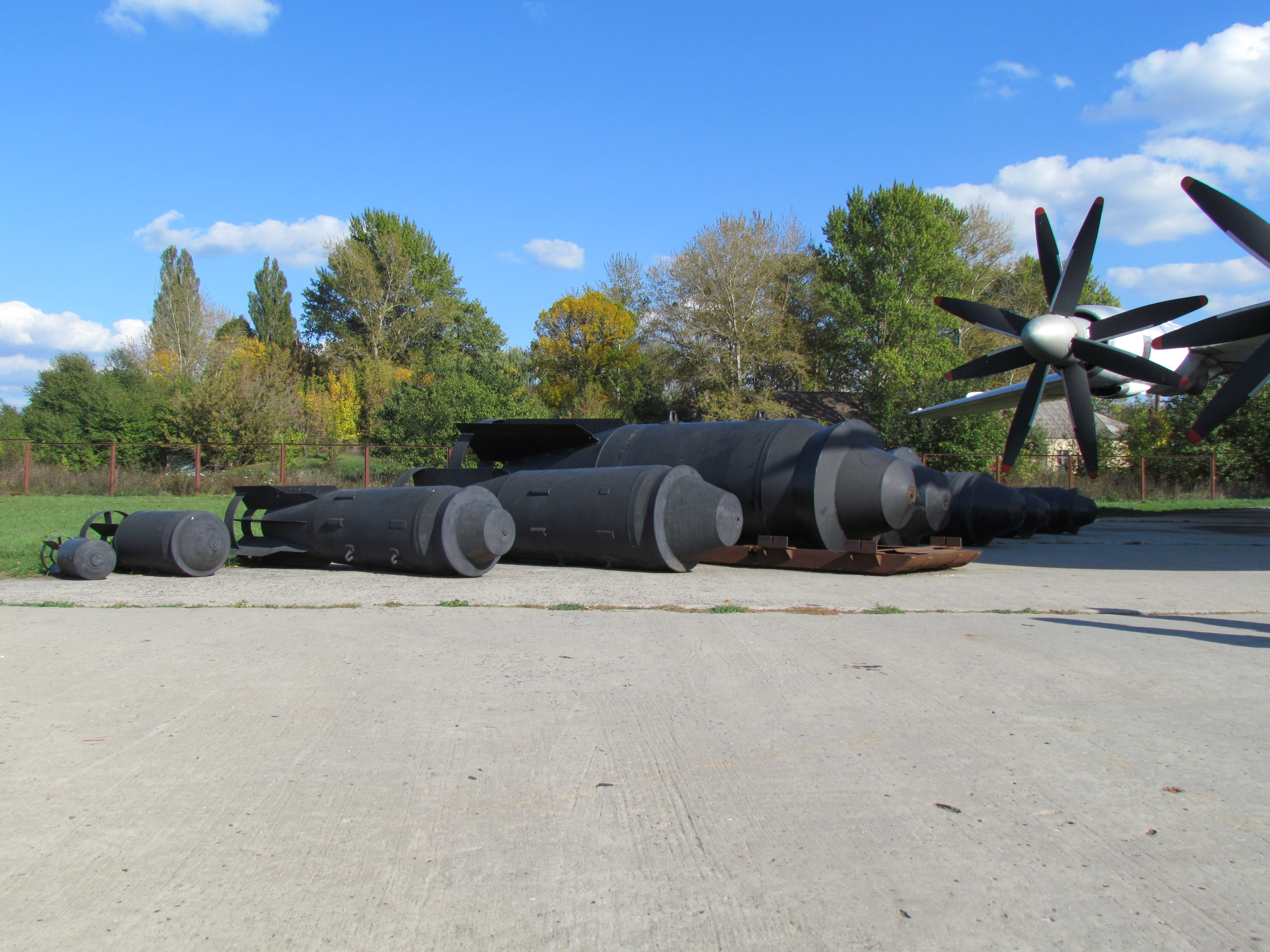
Засоби ураження
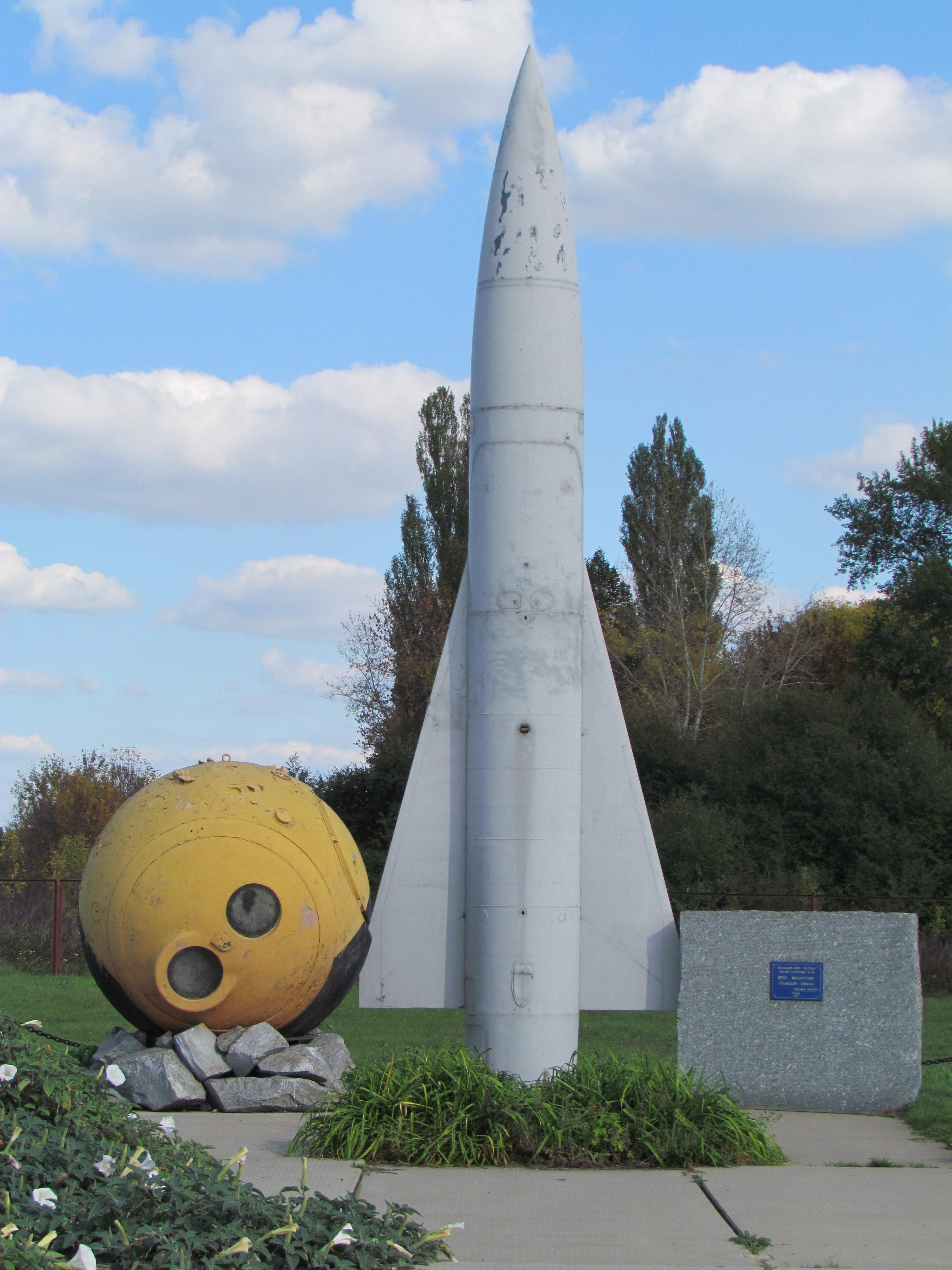
Пам'ятний знак Ю.В.Кондратюку
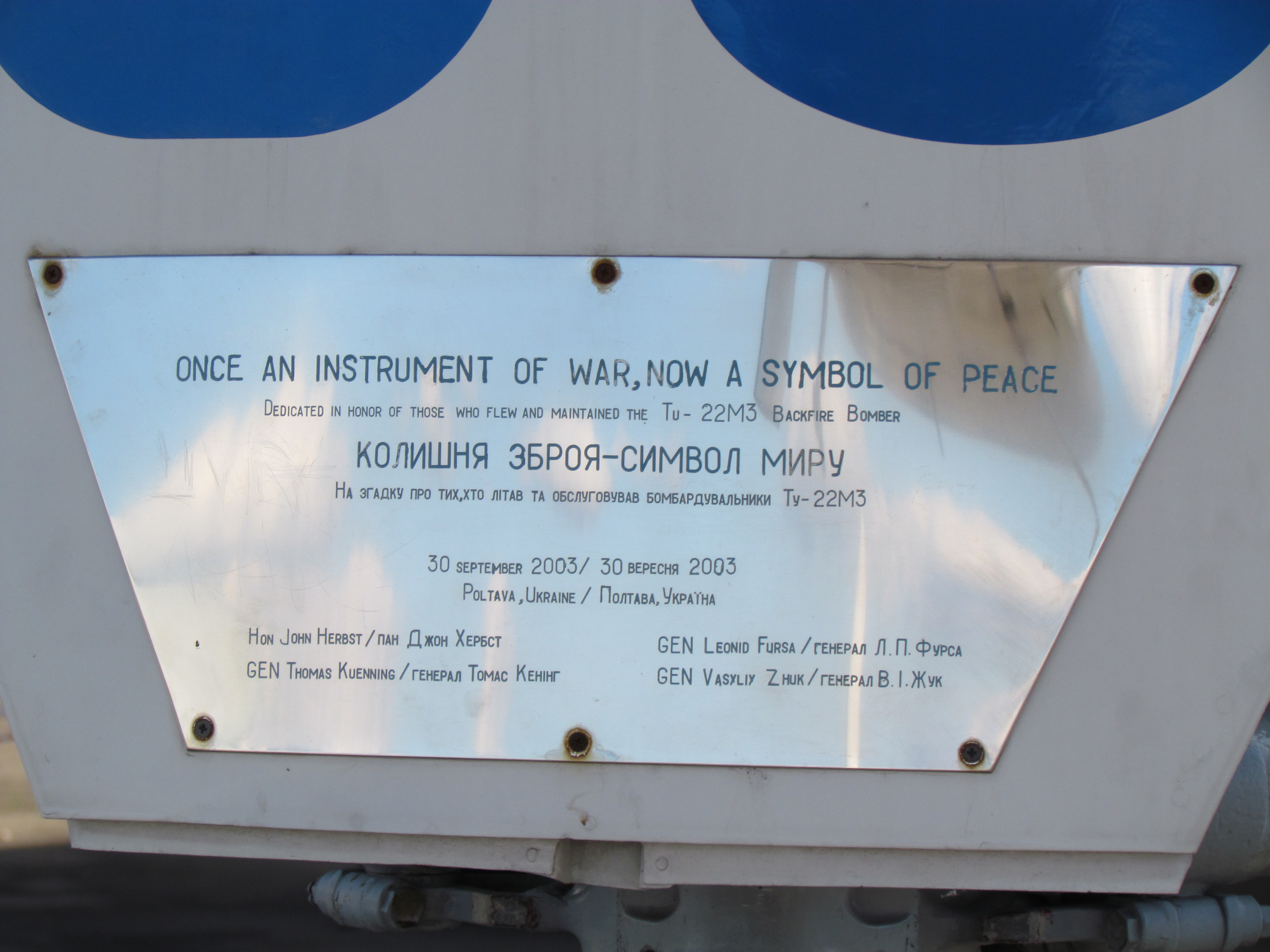
Символ миру
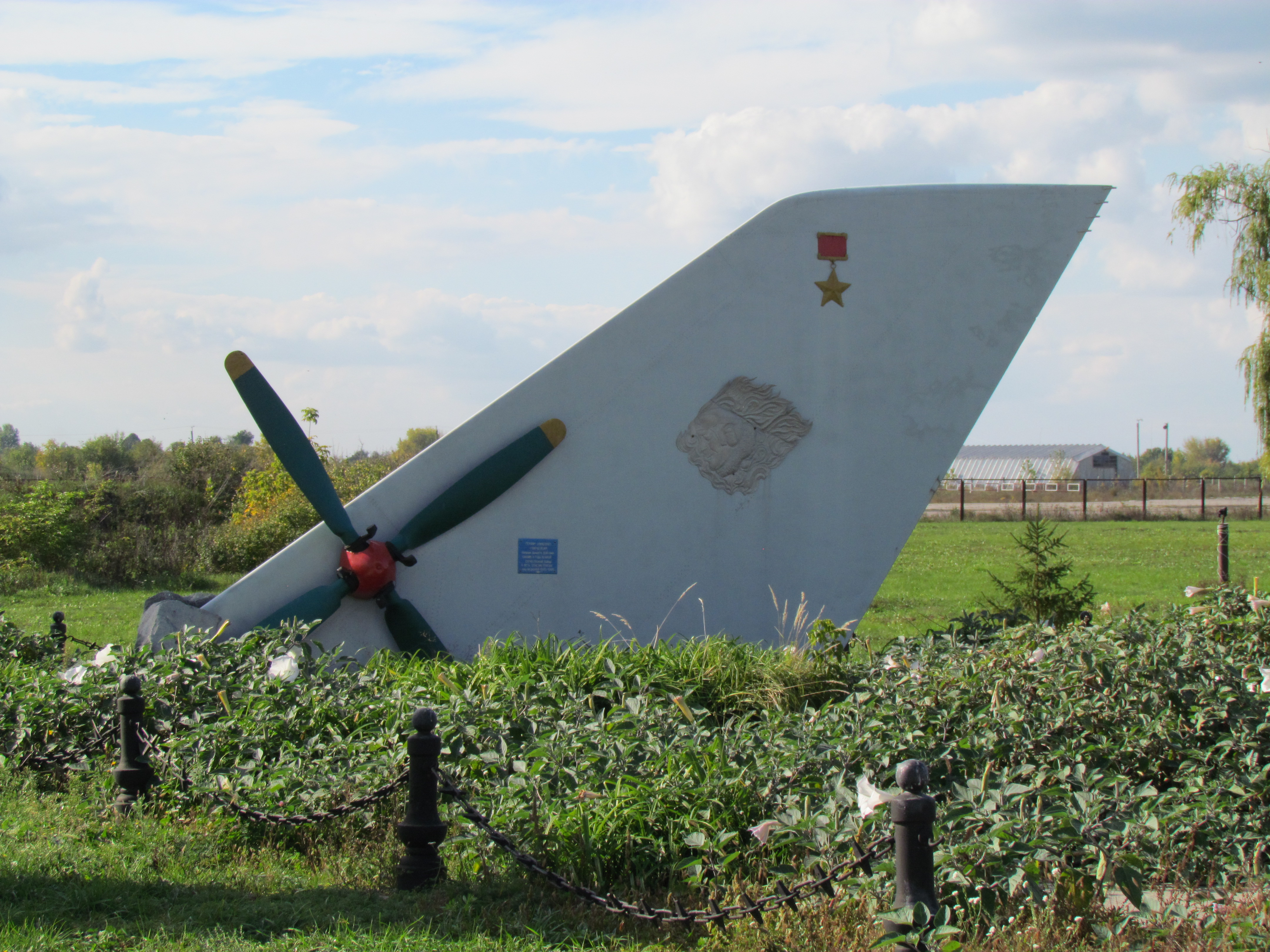
Загиблим авіаторам-гвардійцям дальньої авіації на честь 50-річчя Перемоги